# Cornuterus
Cornuterus is een geslacht van vlinders van de familie venstervlekjes (Thyrididae).

## Soorten
- C. nigropunctula (Pagenstecher, 1892)
- C. palairanta (Bethune-Baker, 1911)
- C. paratrivius Whalley, 1971
- C. trivius (Whalley, 1967)